# Królowa jednej nocy
Królowa jednej nocy (tur. Gecenin Kraliçesi) – turecki serial obyczajowy wyprodukowany przez wytwórnię O3 Medya. Emitowany w Turcji na kanale Star TV od 12 stycznia do 19 kwietnia 2016.

## Opis fabuły
Akcja serialu rozgrywa się w czasach współczesnych i opowiada o Azizie, bogatym biznesmenie, który mieszka razem z rodziną w luksusowej rezydencji w Stambule. Po śmierci żony całe swoje życie postanawia poświęcić córce Esrze. W rezydencji mieszka również Kartal, który został adoptowany i wychowany przez rodzinę jak prawdziwy syn. Z czasem Kartal stał się prawą ręka Aziza i poślubił Esrę. Sprawia to, że Mert – rodzony syn Aziza jest o niego zazdrosny. W czasie jednej z biznesowych podróży Kartal trafia do miejscowości Grasse w południowej Francji, gdzie poznaje młodszą o kilkanaście lat dziewczynę imieniem Selin, Francuzkę, która ma tureckie korzenie. Mężczyzna zakochuje się w niej i razem spędzają romantyczny wieczór, a także przeżywają swój pierwszy pocałunek nad morzem o wschodzie słońca. Po krótkim romansie Kartal wraca do żony. Selin przyjeżdża do Turcji po kilku latach, gdzie spotyka na swojej drodze Aziza i poznaje jego rodzinę, do której należy również Kartal.

## Obsada
- Meryem Uzerli – Selin Bulut
- Murat Yıldırım – Kartal Sakallıoğlu
- Uğur Polat – Aziz Alkan
- Funda Eryiğit – Esra Alkan-Sakallıoğlu
- Selim Bayraktar – Hakan Taşçı
- Deniz Celiloğlu – Emre
- Burak Deniz – Mert Alkan
- Seda Akman – Hüma Alkan-Taşçı
- Reha Özcan – Osman Bulut
- Gözde Kansu – Zerrin
- Burak Demir – Oktay
- Ömür Arpacı – Sadık Bulut
- Nihan Büyükağaç – Emine Bulut
- Pervin Ünalp – Fatma
- Derya Beşerler – Elif
- Aziz İzzet Biçici – Nevzat
- Fahrettin Eren Dinler – Cengiz
- Sibel Kasapoğlu – Yeşim Bulut
- Naz Sayıner – Burcu Taşçı
- Kaan İrevül – Osman Jr
- Hürdem Riethmüller – Charlotte Bulut
- Yüksel Ünal – Detektyw Fuat
- Ali Çakalgöz – Saim
- Hakan Akay – Mehmet
- Emre Yetim – Mustafa Sakallıoğlu
- Alp Çoker – Osman Bulut (młody)
- Özay Özgüler – Aziz Alkan (młody)
- Ilgaz Ceribas – Kartal (dziecko)

## Spis serii
| Seria | Odcinki   | Odcinki   | Premierowa emisja | Premierowa emisja | Premierowa emisja | Premierowa emisja |
| Seria | Turcja    | Polska    | Rozpoczęcie       | Zakończenie       | Rozpoczęcie       | Zakończenie       |
| ----- | --------- | --------- | ----------------- | ----------------- | ----------------- | ----------------- |
| 1     | 1–15 (15) | 1–49 (49) | 12 stycznia 2016  | 19 kwietnia 2016  | 29 września 2016  | 13 grudnia 2016   |

## Emisja w Polsce
W Polsce serial emitowany był od 29 września do 13 grudnia 2016 na antenie TVP1. Od 15 lutego 2019 roku serial powtarzany jest na antenie TVP3.
Lektorem serialu był Marek Ciunel, jednakże odcinki 39–41 przeczytał Stanisław Olejniczak.